# Kymijoki
Kymijoki (szw. Kymmene älv) – rzeka w południowo-wschodniej Finlandii o długości 204 km i powierzchni dorzecza 37 107 km². Wypływa z jeziora Päijänne i uchodzi do Zatoki Fińskiej w pobliżu miasta Kotka. Kotka, Anjalankoski i Kuusankoski, leżące nad rzeką, są głównymi centrami produkcji ścieru i papieru.